# Michel de Brêche
Michel de Brêche, né vers 1299 et mort le 13 juin 1366, est un prélat français, évêque du Mans au XIVe siècle. 

## Biographie
Michel de Brêche est maître en médecine et docteur en théologie de l'université de Paris, clerc du diocèse d'Angers. Il devient chanoine de Tours et de Chartres, puis archidiacre de Châteaudun et premier aumônier du roi Jean II. 
Comme premier aumônier, Michel de Brêche fait rebâtir l'église de l'hôpital des Quinze-Vingts. Il est nommé évêque du Mans en 1355.